# Gobierno de Fernando Henrique Cardoso

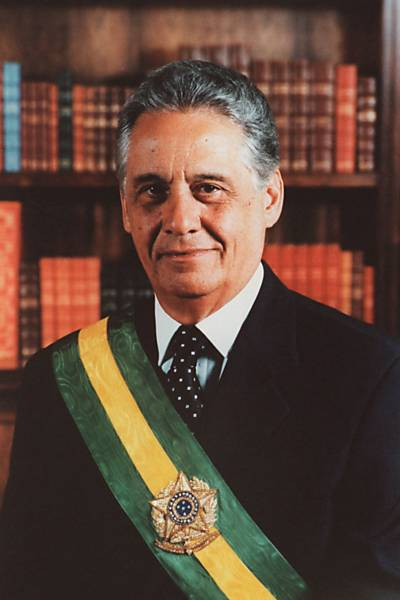
El presidente Fernando Henrique Cardoso, en una imagen de 1999.

El Gobierno de Fernando Henrique Cardoso, también llamado Gobierno FHC, comenzó con la toma de posesión de la presidencia de la República de Fernando Henrique Cardoso, el 1 de enero de 1995, y terminó el 31 de diciembre de 2002, cuando asumió la presidencia el líder del Partido de los Trabajadores Lula da Silva.
Fernando Henrique Cardoso fue presidente por dos mandatos consecutivos (de 1995 a 1998 y de 1999 a 2002). Sus principales éxitos fueron la consolidación del Plan Real, iniciado en el Gobierno de su antecesor - el presidente Itamar Franco-, la reforma del Estado brasileño, con la privatización de empresas estatales, la creación de las agencias regulatorias y el cambio de la legislación que rige el funcionamiento público, así como la introducción de programas de transferencia de renta.

## Política interna

### Economía
La política de estabilidad financiera del país y la continuidad del Plan Real fue la principal bandera de la campaña electoral de 1998 para la reelección de FHC. Fue reelegido en el primer turno. Promovió incontables privatizaciones en sectores considerados deficitarios, tales como telecomunicaciones, distribución de energía eléctrica, minería y en el sector financiero. Esas privatizaciones fueron contestadas por la oposición política, principalmente por el PT.
Al largo de su mandato presidencial, la economía brasileña se mantuvo estable, a consecuencia del control de la inflación conseguido con el Plan Real. La tasa de inflación media anual, medida por el Índice Nacional de Precios al Consumidor Amplio (IPCA), fue del 9,71% en el primer mandato y 8,77%, en el segundo.
El Ministerio de Administración y Reforma del Estado, comandado por Bresser Pereira, elaboró el Plano Director de la Reforma del Estado, en consonancia con el cual "buscaba crear condiciones para la reconstrucción de la administración pública en bases modernas y racionales". En su primer discurso inaugural, declaró: 

"creo firmemente que el autoritarismo es una página pasada en la Historia de Brasil. Permanece aún un pedazo de nuestro pasado político que atraviesa el presente y retarda el avance de la sociedad. Me refiero al legado de la Era Vargas, a su modelo de desarrollo autárquico y a su Estado intervencionista."
Bresser Pereira

#### Inicio de la expansión económica brasileña.
Durante el Plan Real y en adelante, hubo un fuerte repunte de la inversión extranjera en el área productiva, siendo esa entrada de dólares una de las anclas del plan. Solo en el área de la industria de automóviles, entraron a fabricar en el país durante el gobierno de Fernando Henrique Cardoso nada menos que once marcas de vehículos (Peugeot, Renault, Citroën, Audi, Mitsubishi, Nissan, Land Rover, Toyota, Honda, Mercedes-Benz y Dodge-Chrysler). Además, en el sector de vehículos industriales y camiones, la multinacional alemana Volkswagen implantó una fábrica en Resende-RJ, la italiana Iveco en Minas Gerais y la Internacional/Agrale en Río Grande del Sur. Entraron en actividad también montadoras de motocicletas como Kasinski y Sundown en Manaos. La producción de vehículos en el país creció exponencialmente, sobrepasando la marca de 2 millones/año. 
En ese período, el país inició una senda de crecimiento económico, tras sufrir los efectos de varias crisis internacionales en los años precedentes. La expansión económica, sin embargo, produjo efectos colaterales serios, generados por la ausencia de inversión y planificación en la producción energética, que puso nuevas trabas al crecimiento potencial de la economía.

#### Crisis económicas internacionales

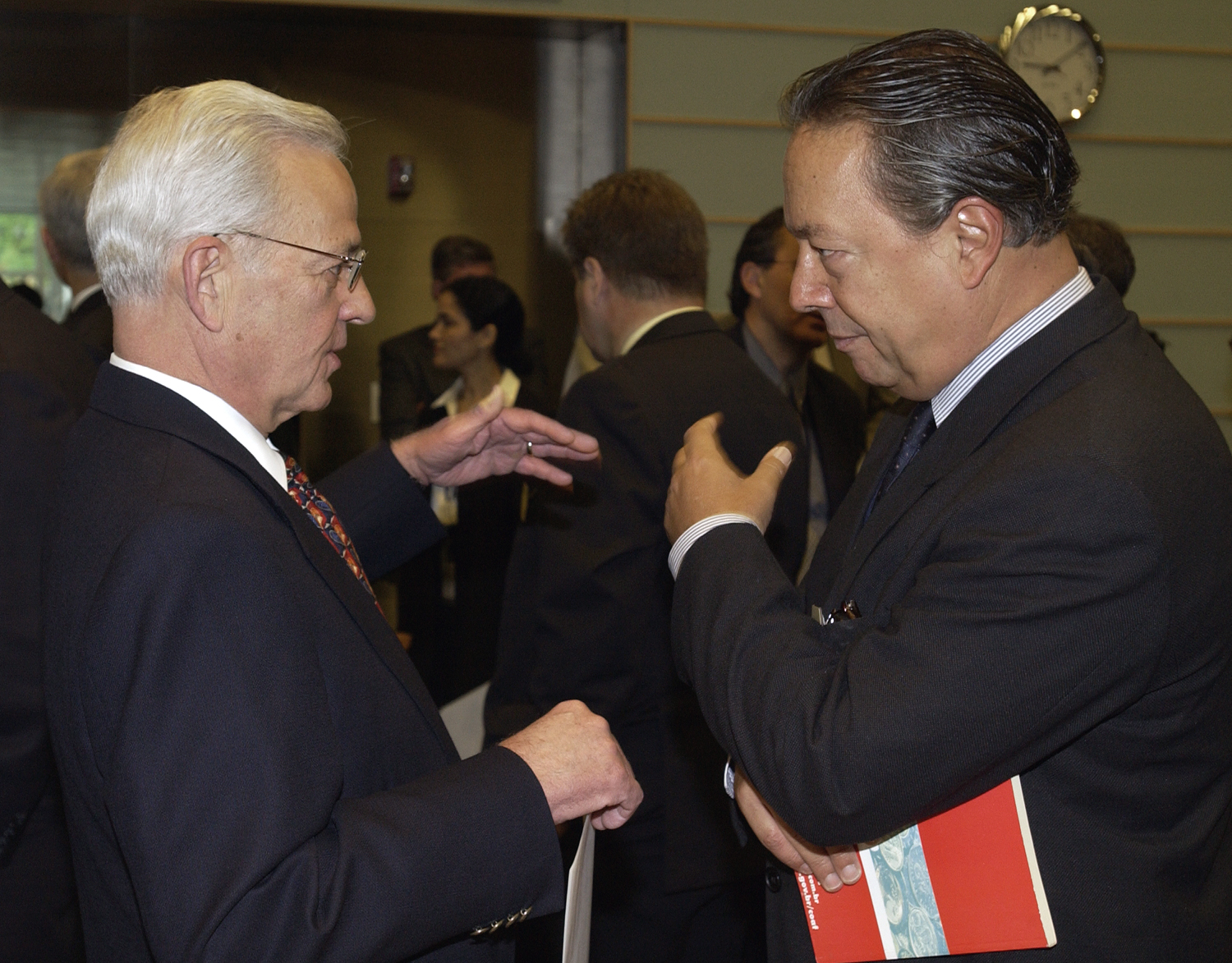
Pedro Malan, ministro de la Hacienda en el gobierno FHC, a la derecha del entonces secretario del Tesoro de los EUA, Paul El'Neill

El Gobierno de FHC se enfrentó a diversas crisis internacionales durante su mandato, como la crisis de México en 1995, la crisis asiática en 1997-98, la crisis rusa en 1998-99 y, en 2001, la crisis argentina, los atentados terroristas en Estados Unidos del 11 de septiembre de 2001, la falsificación de balances de la eléctrica Enron/Arthur Andersen. Internamente, se enfrentó una crisis en 1999, cuando hubo una fuerte devaluación del real, tras la decisión del Banco Central de abandonar el cambio fijo de la moneda y pasar a operar en régimen de cambio flotante. En 2002, la propia elección presidencial en Brasil, en la que se temía la victoria de Lula da Silva, causó en más de una ocasión la fuga de capitales, elevando el precio del dólar a casi R$ 4,00.
Opositores de su gobierno afirman que el capital extranjero que atrajo FHC era fundamentalmente especulativo y cortoplacista, exactamente el opuesto del deseado. Con cada crisis que surgía en un país emergente, la economía brasileña sufría una retirada abrupta de ese capital internacional especulativo, lo que obligaba al Gobierno de FHC a pedir ayuda al FMI, lo que hizo en tres ocasiones, siendo la última ya en consonancia con el nuevo presidente, Lula da Silva, recién electo. Sus defensores recuerdan que FHC cogió el país quebrado, prácticamente sin divisas y con una hiperinflación que llegó a más de un 70% al mes, teniendo que estabilizar el país y entregarlo a su sucesor con las finanzas debidamente organizadas.
Las principales marcas positivas del gobierno FHC fueron la continuidad del Plan Real, iniciado por Itamar Franco, que tenía el propio Cardoso como ministro de Hacienda; el fin de la hiperinflación, y la creación de programas sociales pioneros. Además de cambios amplios en el Estado brasileño, con la implementación de la Abogacía General de la Unión, la Ley de Responsabilidad Fiscal, el Ministerio de Defensa y la implantación del PROER (Programa de reestructuración del sistema financiero brasileño), que logró transformar el sistema de bancos brasileños en instituciones fuertemente fiscalizadas.

Logotipo y eslogan, Trabajando por todo Brasil, utilizado en el gobierno Fernando Henrique entre 1999 y 2002

#### Educación
El acceso a la enseñanza básica aumentó 25% y el analfabetismo disminuyó del 14,7% para 11,9%.

#### Salario Mínimo
El salario mínimo pasó, en ocho años, de 70 para 200 reales en términos absolutos. En términos reales su crecimiento fue del 44,28%.

#### PIB
La tasa media de crecimiento del PIB del periodo FHC fue del 2,33% al año.

#### Aumento de la deuda pública
Cuando Fernando Henrique Cardoso asumió la Presidencia de la República, la deuda pública federal interna y externa sumaban cerca de R$ 153.000 millones y la deuda de estados y municipios estaba descontrolada. Durante su gobierno, la deuda pública de Brasil, que era de US$ 60.000 millones en julio de 1994, saltó a US$ 245.000 millones en noviembre de 2002, principalmente debido las altas tasas de intereses y por la absorción de la deuda de los estados de la federación, gracias a la ley de Responsabilidad Fiscal (LRF). Con la privatización de empresas estatales, el Gobierno consiguió generar para el Tesoro Nacional una inyección de US$ 78.610 millones, siendo el 95% en moneda corriente.

#### Ley de Responsabilidad Fiscal
La ley de Responsabilidad Fiscal (LRF) provocó un cambio sustancial en la manera de conducir la gestión financiera de los tres niveles de gobierno. Hasta entonces, el gobierno federal no tenía mecanismos para medir el endeudamiento total del país. Como medida de contingencia para implantar la LRF, el gobierno tomó para sí las deudas públicas provinciales y municipales, haciéndose acreedor de los estados y municipios altamente endeudados. Con la LRF, impidió que los alcaldes y gobernadores pudieran endeudar nuevamente los estados y municipios, además de facilitar su capacidad de pago.

#### Índice de Desarrollo Humano
Entre 1995 y 2000, Brasil mejoró su IDH (Índice de Desarrollo Humano) de 0,753 hasta 0,789.

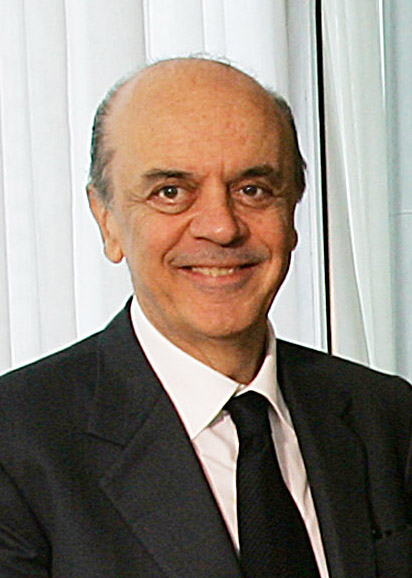
José Serra, ministro de Salud

### Salud
El programa de combate contra el VIH fue copiado por otros países y destacado como mejor programa de combate contra el Sida por la ONU. La ley de incentivos a los medicamentos genéricos posibilitó la caída del precio de los medicamentos en Brasil. Además, el Gobierno eliminó los impuestos federales de los medicamentos de uso continuado. Fue reglamentada la ley de patentes, con resolución encaminada a la Organización Mundial del Comercio para liberar licencias de fármacos en caso de interés de la salud pública. Fue organizado también el Sistema Nacional de Trasplantes y la Central Nacional de Trasplantes.
Durante el Gobierno FHC, fue sancionada la ley n.º 10.167, de 2000, que hizo más rigurosa la política antitabaquista en Brasil, con la prohibición de la publicidad y la introducción de las imágenes de impacto en el empaquetado de cigarrillos. También fue introducida la vacunación de los ancianos contra la gripe y creada la Agencia Nacional de Salud Suplementaria (ANS) y la Agencia Nacional de Vigilancia Sanitaria (Anvisa).

### Política ambiental
En febrero de 1998, Fernando Henrique sancionó la Leyes de la naturaleza, que estableció sanciones penales y administrativas para crímenes ambientales. En julio de 2000, sancionó la ley 9.685, que instituye el Sistema Nacional de Unidades de Conservación de la Naturaleza (SNUC), responsable por la gestión de las unidades de conservación.
Una de las propuestas de sus campañas presidenciales en 1994 y 1998 fue ejecutar las obras de transposição del Río Son Francisco. Sin embargo, el gobierno desistió de la obra en 2001, alegando que no había agua en el Son Francisco, sustituyéndola por un plan de incentivo a la agricultura familiar y al plantio de árboles en los márgenes del río.
En julio de 2002, FHC firmó el Protocolo de Kioto, ratificado por el Congreso Nacional Brasileño. El mismo mes, lanzó oficialmente la Agenda 21 Brasileña y activó el Sistema de Vigilancia de la Amazônia (Sivam). En agosto, anunció una serie de decretos, que crearon la Política Nacional de Biodiversidad, reglamentaron el Sistema Nacional de Unidades de Conservación y crearon el parque nacional del Tumucumaque.

### Tentativas de proceso de destitución
Fernando Henrique sufrió diecisiete denuncias que, si comprobadas, podrían llevarlo al proceso de destitución. Las denuncias fueron presentadas con mayor frecuencia durante el segundo mandato, siendo arquivados por los entonces presidentes de la Cámara de los Diputados, responsables por la validación de un proceso de destitución contra el presidente de la República.

### Nombramientos para el Supremo Tribunal Federal
De los seis presidentes desde la redemocratização, Fernando Henrique es el penúltimo en el número de indicaciones para el Supremo Tribunal Federal. Como presidente, nombró los siguientes jueces para el STF:
- Nelson Jobim – 1997
- Ellen Gracie – 2000
- Gilmar Mendes – 2002

## Política exterior

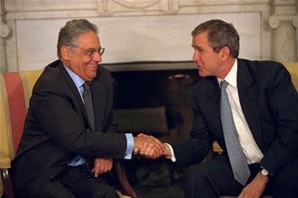
El presidente brasileño Fernando Henrique Cardoso y el presidente norteamericano George W. Bush durante encuentro en el Despacho Oval de la Casa Blanca en noviembre de 2001.

Su gobierno defendió la entrada de Brasil en el Consejo de Seguridad de las Naciones Unidas con la apertura de cinco vacantes permanentes más. La diplomacia de Fernando Henrique consideraba el tema importante, pero no prioritario. En octubre de 1997, lo Brasil fue escogido miembro no permanente del Consejo de Seguridad, no teniendo, por lo tanto, derecho al veto. En enero de 2002, el presidente de Rusia, Vladímir Putin, firmó una declaración de apoyo la inclusión brasileña en el Consejo, haciéndose el primer líder de un país con vacante permanente a declarar apoyo a la causa.
En la mañana de los ataques terroristas de 11 de septiembre, Fernando Henrique telefoneó para el presidente norteamericano George W. Bush, prestándole condolências. Pocos días después, el gobierno brasileño propuso encuadrar la reacción de los países latino-americanos en el ámbito del Tratado Interamericano de Asistencia Recíproca (TIAR). La propuesta fue aprobada en la XXIII Reunión de Consulta de los Ministros de las Relaciones Exteriores de la Organización de los Estados Americanos. En noviembre de aquel año, el presidente criticó lo USA PATRIOT Act, declarando inmediatamente después de su promulgación que “Si, para vencer el terror, tengamos que abrir mano de las libertades individuales, de las garantías de los derechos civiles, de la prohibición del uso de la tortura, entonces nuestra victoria será realmente uno contra-senso.”

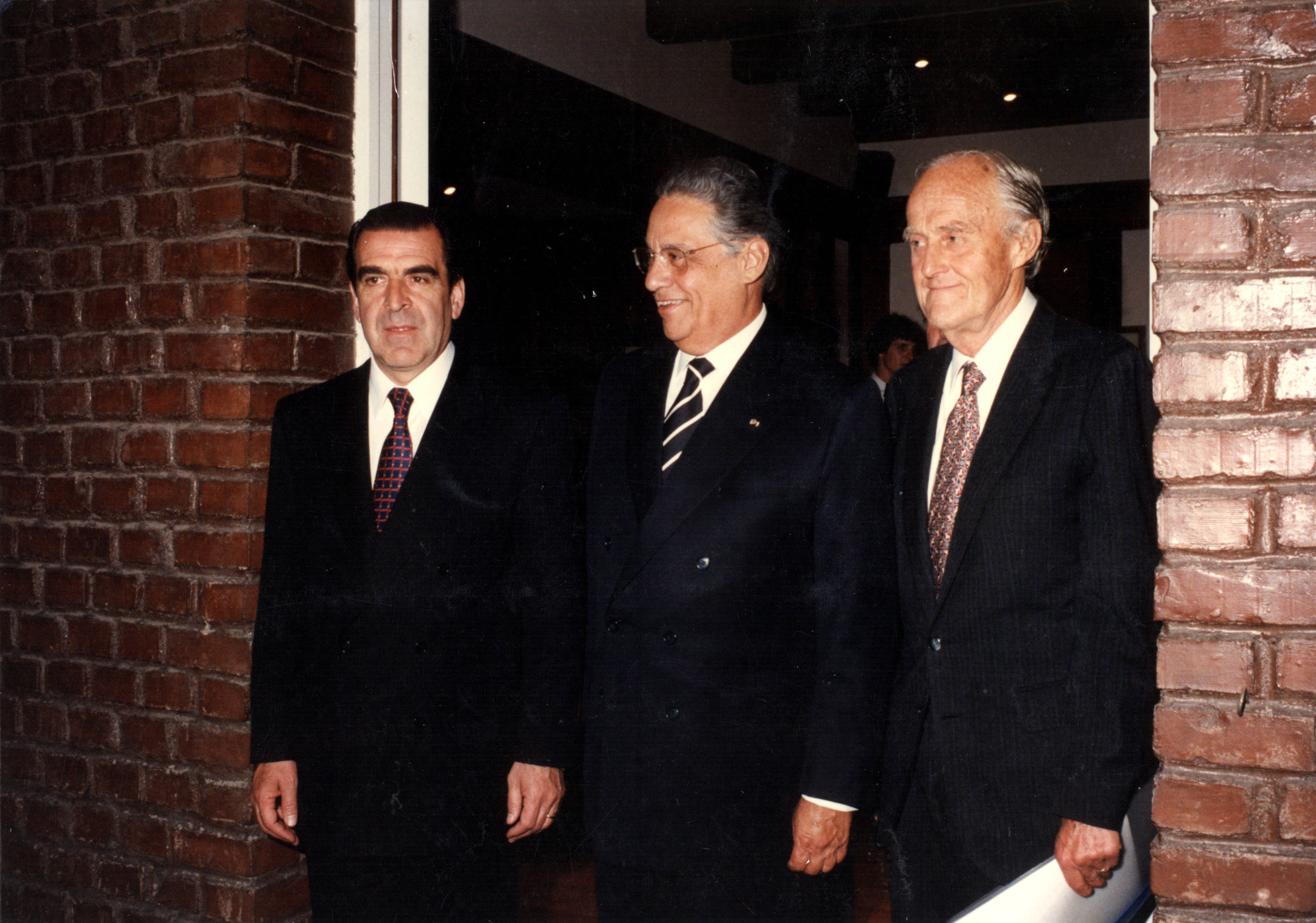
El presidente chileno Eduardo Frei, Fernando Henrique y el ministro Edgardo Boeninger durante la PECC XII en octubre de 1997.

En octubre de 2001, Fernando Henrique discursou en la Asamblea Nacional Francesa, haciéndose el primer presidente de América Latina a ocupar la tribuna. En el discurso, criticó los países desarrollados, el terrorismo y defendió la creación del Estado Palestino. Un mes después, hizo el discurso de apertura de la Asamblea General de la ONU, donde nuevamente defendió la creación de un Estado Palestino conviviendo con Israel. El presidente declaró que la ONU tiene una "deuda moral" con los palestinos y que la creación del nuevo Estado era una "tarea inadiável".
En un discurso, Fernando Henrique declaró que consideraba "el Mercosur tan importante para lo Brasil en cuanto a Unión Europea lo es para Francia". A finales del primer mandato, Fernando Henrique promulgó el Tratado de No Proliferación Nuclear.

## Crisis y acusaciones de corrupción

### Reelección
En el primer mandato de Fernando Henrique Cardoso, fue aprobada una enmienda constitucional que permitió la reelección para los cargos del poder ejecutivo. En mayo de 1997 grapas telefónicas publicados por la Hoja de S.paulo revelaron conversaciones entre el entonces diputado Ronivon Santiago y otra voz identificada en el periódico como Señor X. En las conversaciones, Ronivon Santiago afirma que él y cuatro diputados más recibieron 200 mil reales para votar a favor de la reelección, pagados por el entonces gobernador del Acre, Orleir Cameli
La oposición al gobierno, liderada por el PT, basada en estas grabaciones, pasó a acusar personalmente el presidente de haber comprado los votos de los diputados. Ese, por su parte, se defendió, alegando que varios fueron los beneficiados por la enmienda, una vez que gobernadores y alcaldes también podrían ser reelegidos y que las escuchas mostraban la implicación de un gobernador y sus diputados, no del gobierno federal.
El episodio fue investigado en la época por la Comisión de Constitución y Justicia - cuya sesión duró pocas horas - y años después fue abordada por la CPI del Mensalão. Después de la investigación de la CCJ los diputados Ronivon Santiago y João Maia renunciaron a sus mandatos, supuestamente para evitar su cassação. En ambas circunstancias, no se consiguió probar la implicación de Fernando Henrique Cardoso.

### Crisis del apagón
En el pasaje de 2000 para 2001, un plan de racionamento de energía fue elaborado y alcanzó diversas regiones de Brasil, principalmente la Región Sudeste, ahorrando sin embargo la región Sur, beneficiada por fuertes lluvias. El Gobierno FHC fue sorprendido por la necesidad de reducir en 20% el consumo de electricidad en casi todo el País. La ausencia de líneas de transmisión con capacidad suficiente para transferir las cargas generaba esa impidió la transferencia entre las regiones, generando el racionamento temporal.
El gobierno estipuló beneficios a los consumidores que cumplieran la meta y puniciones para quienes no consiguiera reducir su consumo de luz. Introdujo también una red de fábricas termoelétricas que funcionaron y funcionan como segunda opción en casos de estiagens largas. Hasta entonces el país era totalmente dependiente de la generación de energía a través de recursos hídricos.
A finales de 2001, el nivel de lluvias mejoró y el racionamento pudo ser suspenso en febrero de 2002.

## Percepción popular
| Fecha              | Evento                    | Óptimo o bueno (%) | Ruim o pésimo (%) |
| ------------------ | ------------------------- | ------------------ | ----------------- |
| Enero de 1995      | Inicio del gobierno       | 39                 | 16                |
| Junio de 1996      | Masacre de sin-tierras    | 30                 | 25                |
| Septiembre de 1998 | Vísperas de la reelección | 43                 | 17                |
| Febrero de 1999    | Devaluación del real      | 21                 | 36                |
| Septiembre de 1999 | Crisis económica          | 13                 | 56                |
| Junio de 2002      | Copa del mundo            | 31                 | 26                |
| Diciembre de 2002  | Fin de la presidencia     | 26                 | 35                |
| n/a                | Media                     | 30%                | 28%               |

En enero de 2003, el periodista Fernando Rodrigues publicó una encuesta sobre la aprobación inicial del presidente Lula de Silva y las impresiones que el Gobierno FHC dejó en la población, afirmando que: 

"Fernando Henrique Cardoso (1995-2002) tuvo grandes picos de popularidad. Pero a juzgar por su comienzo y por su final, dejó en los electores la impresión de ser un presidente medio."

En agosto de 2012, FHC fue escogido "el presidente que más hizo por Brasil" en una encuesta del Internet Group, que contabilizó casi doscientos mil votos. Además de él, todos los expresidentes, desde José Sarney, podrían ser elegidos.
En abril de 2014, el instituto Datafolha divulgó una investigación sobre la influencia de Fernando Henrique, Lula da Silva, Joaquim Barbosa y Marina Silva en la decisión de voto de los electores. Con más de dos mil entrevistados, 12% respondieron que confiarían en un candidato apoyado por FHC y otro 23% respondió que tal vez lo votaran. El rechazo a un candidato con el respaldo del expresidente fue del 57%, siendo el más alto entre los cuatro propuestos.
En mayo de 2014, la Folha de S. Paulo divulgó un índice hecho por el instituto Datafolha sobre la evaluación de los presidentes desde la década de 1990. Los resultados de este índice estudiaban la popularidad de cada mandatado presidencial, con una escala de entre cero y doscientos puntos. Por debajo de los cien puntos, la evaluación era considerada negativa. Su primer mandato quedó como el cuarto mejor, con 134 puntos, quedando atrás de los dos mandatos de Lula da Silva y el primer mandato de Dilma Rousseff. Su segundo mandato obtuvo 81 puntos, quedando solo por delante de Fernando Collor de Melo.